# SIMSCRIPT II.5
SIMSCRIPT II.5 es la más reciente encarnación de SIMSCRIPT, uno de los más antiguos lenguajes de simulación para computadoras. Aunque el contratista militar CACI lo liberó en 1971, todavía disfruta de amplio uso en simulaciones militares a gran escala y de control de tráfico.